# ミシェル・フィリップス
ミシェル・フィリップス（Michelle Phillips、1944年6月4日 - ）は、アメリカ合衆国の歌手・ソングライター・女優。1960年代の著名なグループ、ママス&パパスのメンバー(最年少のメンバーだった)として名声を得た。2025年1月現在、グループのメンバー中、ただ1人の存命者であり、唯一80歳の誕生日を迎えたメンバーである(ミシェルがグループを追放されていた期間に在籍していたジル・ギブソンは除く、他の3人はいずれも30代から60代で死去)。

## 来歴

### 前半生
フィリップス（出生名ホリー・ミシェル・ギリアム）は、カリフォルニア州ロングビーチで会計士の母親ジョイス・レオン（旧姓プール）と商船船員の父親ガードナー・バーネット・ギリアムの娘として生まれた。彼女は一時的に父親が復員兵援護法により大学に通ったメキシコシティで育った。彼女はバンドを結成するずっと以前の1962年12月31日、18歳の時にジョン・フィリップスと結婚した。1968年には後にコーラスグループ、ウィルソン・フィリップスの創立メンバーとなる娘のチャイナ・フィリップスが生まれた。

### ママス&パパス
バンドの初期（1965年）から、フィリップスとバンドメンバーのデニー・ドハーティの不倫関係は始まっていた。彼らは関係を長期間にわたり、他の2人のバンドメンバーに隠し通す事ができた。メキシコへの旅行中、ドハーティがバンドメンバーのキャス・エリオットにその事を打ち明けると、エリオットは激怒した。間もなくミシェルとドハーティの関係はジョン・フィリップスの知るところとなり、彼はバンドが共有する家からミシェルと共に去った。
ジョン・フィリップスはすぐに妻のもとを去り、ドハーティと共に戻った。この頃から、彼女とバーズのジーン・クラークの不倫関係が始まった。彼女が前列のクラークにキスを贈ったコンサートの後、ジョンはもはや彼女と演奏するのは耐えられないと言った。弁護士のエイブ・ゾマーと彼らのレーベル、ダンヒル・レコードの双方に意見を聞き、グループは1966年6月にミシェルを脱退させる公式な報告書を起草した。ダンヒル・レコードの社長、ルー・アドラー (Lou Adler) の当時のガールフレンドでシンガーソングライターのジル・ギブソン (Jill Gibson) が彼女の代役を務めた。ギブソンがバンドでの活動2ヵ月半分の報酬を一括で受け取ると同時に、フィリップスは8月の終りにグループに呼び戻された。バンドは彼女の復帰後も問題を抱え続けた。ママス&パパスは1971年にレコーディング契約のため短期間の再会を果たしたが、1968年7月には事実上解散していた。フィリップス夫妻は1970年に結局離婚した。

### ミュージシャン
フィリップスはママス&パパスの楽曲中でも人気のあった「クリーク・アレー」（Creeque Alley）や「夢のカリフォルニア」などの共同執筆者だった。1970年にはフィリップスはレナード・コーエンのツアーにバックコーラスとして同行した。同年、彼女は俳優のデニス・ホッパーと8日間だけ結婚した。この結婚についてフィリップスはこう言っている。「デニス・ホッパーと私は8日間本当に結婚していました…私の人生において最も幸せな日々でした。」
1973年、フィリップスはダーレン・ラヴとチアリーダーとして、チーチ&チョンのシングル「Basketball Jones」のボーカルをレコーディングした。この曲はビルボードシングルチャートで最高15位まで登った。1975年、ミシェルはA&Mレコードとソロ・レコーディングの契約を結び、元夫のジョン・フィリップスと書いた宣伝用シングル「Aloha Louie」をリリースした。
フィリップスは1976年に初のソロシングル、映画『走れ走れ!救急車 (Mother, Jugs & Speed)』のサウンドトラック「No Love Today」を発売した。1976年8月24日、フィリップスはテレビトーク番組、マイク・ダグラス・ショーで「No Love Today」を歌った。1977年にはジャック・ニッチェのプロデュースによるソロデビュー・アルバム『Victim of Romance』がA&Mレコードから発売された。アルバムからの2曲のシングルカットは、アメリカのヒットチャートを賑わす事はできなかった。同年、先夫のセカンド・ソロアルバム『Pay Pack & Follow』の1曲「Zulu Warrior」で、ジョンと最初の妻スーザン・アダムスの娘で女優のマッケンジー・フィリップス (Mackenzie Phillips) とバックコーラスを務めた。このアルバムは2001年になってようやくリリースされた。「Zulu Warrior」は2008年9月にリリースされた『Pussycat』にも1977年のオリジナル・ミックスバージョンが収録されている。
1979年、彼女は『カリフォルニア・ドリーミング (California Dreaming)』（ママス&パパスとは直接的な関係はないサーフィン映画）のサウンドトラック「Forever」をレコーディングした。1987年後半、フィリップスはベリンダ・カーライルのLP『Heaven on Earth』、更にカーライル最大のヒット曲「Heaven Is a Place on Earth」でコーラスを務めた。
1998年1月12日、彼女はママス&パパスのメンバーと共にロックの殿堂入りを果たした。ミシェルは20年以上振りにデニー・ドハーティ、ジョン・フィリップスと「夢のカリフォルニア」をライブで歌った（キャス・エリオットは1974年7月29日に既に亡くなっている）。フィリップスはその後2000年にママス&パパスとしてボーカルグループ殿堂 (Vocal Group Hall of Fame) 入りも果たし、その時はジョン抜きでデニー・ドハーティと歌った。
2001年3月29日、フィリップスはカリフォルニア州ハリウッドのロキシー・シアター (Roxy Theatre) で催されたジョン・フィリップス追悼式典に参加した。ミシェルはスコット・マッケンジー (Scott McKenzie)、デニー・ドハーティと共に2曲を生演奏した。他にはバリー・マクガイア、キングストン・トリオ (The Kingston Trio) のジョン・スチュアート (John Stewart)、マッケンジー・フィリップス、スパンキー・アンド・アワ・ギャング (Spanky & Our Gang) のスパンキー・マクファーレン、オーエン・エリオット＝クーゲル、ビジュー・フィリップス（Bijou Phillips、ジョンと［ミシェルの次に当る］3人目の妻ジュヌヴィエーヴ・ウェイトの娘）、ショーン・レノン、タメルラン・フィリップス（ジョンとジュヌヴィエーヴの息子）などがライブ・パフォーマンスを披露した。ライブに参加しなかった300人の他の招待客の中にはママス&パパスの最初のレコーディング・プロデューサー、ルー・アドラーもいた。

### 女優
フィリップスは1970年代から女優の仕事を始めた。1971年、デニス・ホッパーが監督した『ラストムービー』に出演。1973年、『デリンジャー』に出演。1974年、マーティン・シーンと『カリフォルニア・キッド (The California Kid)』に出演。1977年、『バレンチノ』でルドルフ・ヌレエフと共演。フィリップスは大胆なヌードシーンを披露したが、ヌレエフと彼女の相性は最悪であり、ラブシーンの間、互いに平手打ちを喰らわせていたという噂がたった。
彼女は『スピン・シティ』や『新スタートレック』など多様なテレビドラマに数多くゲスト出演した。新スタートレックのエピソード「時のはざまに (We'll Always Have Paris)」では、彼女はピカード艦長がかつて愛した女性を演じている。近年ではWB（ワーナー・ブラザース）テレビジョン・ネットワークのドラマシリーズ『7th Heaven』に2001年に1エピソード、2004年に2エピソード、リリー・ジャクソン（キャサリン・ヒックス演じるアニー・ジャクソン・キャムデンの姉妹）役で出演した。
しかしフィリップスは最近のテレビ視聴者には、プライムタイムドラマでの2人の性悪娘の母親役で最も知られている。『Knots Landing』には、後に『デスパレートな妻たち』に主演するニコレット・シェリダン演じるペイジ・マシスンの母親、アン・ウィンソトン・マシスン・サムナー役で1987年から93年にかけて数シーズン73エピソードに出演した。1997年のテレビ映画版『Knots Landing: Back to the Cul-de-Sac』でも再度同じ役を演じた。そして1997年から98年にかけてフォックス放送の『ビバリーヒルズ高校白書』でバレリー（ティファニー・ティーセン）の母親アビー・マローンを演じ、全く新しいファン層を獲得した。

### 私生活
フィリップスは1970年10月31日にデニス・ホッパーと結婚したが1週後に離婚を申請した。1978年にはラジオ局重役のロバート・バーチと結婚したが1980年に再び離婚した。フィリップスは1982年に第二子となる男児オースティン・ハインズを出産した。
1986年、彼女は自伝「California Dreamin': The True Story of the Mamas and the Papas (ISBN 978-0446513081)」を書いた。これは元夫のジョン・フィリップスの自伝「Papa John (ISBN 978-0385231206)」の数週間後に出版された。自伝の中でフィリップスは仲間のキャス・エリオットに初めて出会った時の出来事（フィリップスが初めてLSDを試していて、ちょうど「効いてきた」瞬間に彼女がドアを開けた）や、バンドが無一文になり、アメリカに戻る飛行機代も無かった時にバハマのクラップス賭博に17連勝した事、彼女に未だに著作権使用料をもたらしている「夢のカリフォルニア」がどのようにして出来上がったか、それが彼女がこれまでに体験した「最高のモーニングコール」であった事（当時の夫ジョン・フィリップスが書きかけの新曲の完成を手伝ってもらおうと、ニューヨークのホテルの部屋で眠っていた彼女を起こした）などについて書いている。
フィリップスは完全に直射日光を避け続けてきたのが要因の一つと思われる、若々しい外見で有名である。2007年1月19日のドハーティの死去により、フィリップスはママス＆パパスのオリジナル・メンバーでただ一人の存命者となった。彼女はカナダのノバスコシア州ハリファックスで行なわれたドハーティの葬儀で歌った。
フィリップスは1969年8月9日にチャールズ・マンソン率いるカルト集団のメンバーに殺害されたシャロン・テート、アビゲイル・フォルジャー (Abigail Folger)、ジェイ・セブリング (Jay Sebring)、ヴォイテク・フリコフスキー (Wojciech Frykowski) と親友だった。2006年にヒストリーチャンネルの番組『Our Generation: Death of the Counterculture』におけるインタビューで、彼女は「この殺人について話すのは未だに辛い」と語っている。